# Joséphine (film)
Pour les articles homonymes, voir Joséphine.
Série
Joséphine s'arrondit
(2016)
Pour plus de détails, voir Fiche technique et Distribution.
Joséphine est une comédie française écrite et réalisée par Agnès Obadia, sortie en 2013.
L’histoire est adaptée de la série de bandes dessinées du même nom de Pénélope Bagieu.

## Synopsis
Joséphine, 30 ans, célibataire, vit avec son chat Brad Pitt et cherche l'homme de ses rêves. Lors d'un repas de famille, sa jeune sœur, Diane, parfaite en tout point, annonce son futur mariage : c'est la goutte d'eau qui fait déborder le vase pour Joséphine, qui n'a pas encore trouvé l'homme de sa vie. Sous l'emprise de la jalousie, elle prétend qu'elle aussi va se marier, avec un chirurgien brésilien prénommé Marcelo et partir vivre avec lui dans son pays. Joséphine se laisse alors entraîner dans la spirale d'un mensonge dont les conséquences vont faire basculer sa vie.
Alexandra, la directrice des ressources humaines de son entreprise, surprend une conversation entre Joséphine et son amie Chloé et, ayant été embauchée pour piloter une vague de licenciements, saute sur l'occasion pour licencier Joséphine, pensant ainsi lui faire un cadeau de départ. Les amis de Joséphine se cotisent pour lui offrir un billet d'avion pour le Brésil. Joséphine, au moment du départ, est prise d'une crise de panique et évacuée à l'hôpital, à l'insu de ses amis et de sa famille, pendant que ses bagages s'envolent sans elle. 
Joséphine choisit alors de poursuivre la supercherie et décide de se cacher dans son propre appartement, lequel a été temporairement prêté par Chloé à leur collègue de travail, Gilles. Peu à peu, Joséphine tombe amoureuse de ce dernier, qu'elle trouvait auparavant pénible et ennuyeux.
Le subterfuge est découvert par Gilles lorsque la valise de Joséphine est rapportée à l'appartement. Il appelle les amis de cette dernière et lorsque Joséphine rentre, tous ensemble la confrontent à ses mensonges. Joséphine, faussement éplorée, prétend alors qu'elle est revenue à la suite de la mort de Marcelo, mais la fable ne prend pas et ses amis et Gilles repartent en colère.
Joséphine avoue son amour à Gilles mais ce dernier refuse d'excuser son imposture.
Joséphine, essayant de repartir du bon pied, décide d'interrompre le mariage de sa sœur car elle avait découvert que son futur mari, Aymeric, la trompait. Diane choisit de la croire et elles s'enfuient toutes les deux de l'église.
Entre-temps, Gilles, préférant pardonner à Joséphine, se rend à son appartement. Il tombe sur Julien, un ex-amant de Joséphine, qui loge provisoirement chez elle après que sa femme l'a mis dehors. Gilles, supposant que Julien et Joséphine ont une relation, repart déçu. Après que Joséphine apprend de Julien que Gilles est venu, elle le rattrape afin de le convaincre de son amour et plaider sa cause. Ne la croyant pas, Gilles continue sa route. Alors qu'elle rentre chez elle sous la pluie, Joséphine découvre avec surprise Gilles devant l'entrée. Les tourtereaux s'embrassent et se prennent dans les bras.
Les amis de Joséphine lui ont pardonné ses mensonges et Gilles a emménagé avec elle.

## Fiche technique
- Titre original : Joséphine
- Réalisation : Agnès Obadia
- Scénario : Agnès Obadia et Samantha Mazeras, d’après Joséphine de Pénélope Bagieu
- Musique : Marc Chouarain
- Production : Romain Rojtman
- Sociétés de production : UGC, France 2 Cinéma, TF1 Droits audiovisuels, Les films du 24
- Société de distribution : UGC Distribution
- Pays d'origine :  France
- Langue originale : français
- Genre : comédie romantique
- Durée : 95 minutes
- Date de sortie :
  - France : 19 juin 2013

## Distribution
- Marilou Berry : Joséphine Lapierre
- Mehdi Nebbou : Gilles
- Bérengère Krief : Chloé
- Alice Pol : Diane, la sœur de Joséphine
- Amelle Chahbi : Rose, la meilleure amie d'enfance de Joséphine
- Cyril Gueï : Cyril, ami homosexuel de Joséphine
- Charlie Dupont : Julien
- Françoise Miquelis : la mère de Joséphine
- Olivier Cruveiller : le père de Joséphine
- Camille Bardery : Nathalie, la femme de Julien
- Valentin Merlet : Aymeric, le beau-frère de Joséphine
- Caroline Anglade : Alexandra, la DRH
- Eustache : Brad Pitt, le chat
- Claudine Baschet : Mamita, la grand-mère de Joséphine
- Arnaud Vallens : l'homme d'affaires
- Bruno Podalydès : Pierre Hentouche, le psy
- Vladys Muller : la sœur de Gilles
- Lévanah Solomon : Mona, la première nièce de Gilles
- Marilou Lopes-Benites : Jane, la deuxième nièce de Gilles
- Sébastien Fontaine : le client outré du restaurant
- Edson Rodrigues : Marcelo, le chirurgien esthétique

## Production

### Genèse
Joséphine est à la base un personnage de bande dessinée créé par Pénélope Bagieu. La réalisatrice avoue ne pas connaitre la BD lorsque le producteur Romain Rojtman lui demande de l'adapter.

### Développement
Le « postérieur » porté par Marilou Berry dans le film est une prothèse.

### Choix des interprètes
Pénélope Bagieu, créatrice du personnage, avait annoncé sur son compte Twitter que c'est Audrey Lamy qui incarnerait la pétillante trentenaire dans l'adaptation ciné de sa BD mais c'est à Marilou Berry qu’échoit le rôle de la blonde callipyge.

## Musique
Sauf indication contraire ou complémentaire, les informations mentionnées dans cette section proviennent du générique de fin de l'œuvre audiovisuelle présentée ici.
- Do You Love Me – Carlton Rara : générique de fin
- I'm Sorry (en) – Brenda Lee
- Mais Oui Mambo – Billy May & Rico Mambo orchestra
- Hurt (en) – Timi Yuro
- Cé la Vida – Mariana Ramos
- She Said (en) – Plan B
- Prisencolinensinainciusol – Adriano Celentano
- Brazil – Marcus Simeone
- Dueling Banjos (extrait de la bande originale du film Délivrance)
- Total eclipse of the heart – Bonnie Tyler
- Kids in America – Kim Wilde
- Us in heaven – Frank Sark & Theos Allen
- Mechanical Waltz – Bruno Bertoli
- The Wedding Samba (en) – Edmundo Ros & his orchestra
- Hey Ya! – OutKast
- Cerveza – Bert Kaempfert
- Siempre me quedara – Bebe

## Autour du film
- En plus d'un régime, l'actrice Marilou Berry dut porter une prothèse. Cinq hommes ont peinturluré ses fesses avec du latex afin de créer une prothèse, retenue par une gaine. Pour l'actrice, passer par cette étape était facilitateur pour se glisser dans son rôle[1].

« On ne pouvait rêver mieux pour se glisser dans la peau d’un personnage ! Ça insuffle une autre démarche, une autre sensation, une autre tenue. J’entre toujours dans mes personnages par les costumes, la coiffure »

### Suite
Une suite Joséphine s'arrondit est sorti en 2016.